# Génave
Génave est une commune située dans la province de Jaén de la communauté autonome d'Andalousie en Espagne.

## Géographie
Génave est située en Andalousie, dans la province de Jaén. La localité fait partie du Parc naturel des sierras de Cazorla, Segura et las Villas, dans le nord-est de l'Andalousie.

## Histoire
La configuration actuelle de la ville remonte à l'époque Al-Andalus. La zone est conquise par les chrétiens en 1235 durant la Reconquista, puis Génave obtient en 1551 le statut de ville, sous le règne de Charles Quint.

## Administration
| Période                                  | Période | Identité | Étiquette | Qualité |
| ---------------------------------------- | ------- | -------- | --------- | ------- |
| N/A                                      | N/A     | N/A      | N/A       | Maire   |
| Les données manquantes sont à compléter. |         |          |           |         |